# 에스테반 알바라도
에스테반 알바라도 브라운(스페인어: Esteban Alvarado Brown, 1989년 4월 28일 ~ )은 코스타리카 프리메라 디비시온 소속 팀인 사프리사에서 골키퍼로 활약하고 있는 코스타리카의 축구 선수이다. 코스타리카 축구 국가대표팀에서도 활약하고 있으며 현재 케일러 나바스에 이어 2순위 골키퍼로 활약하고 있다. 2009년 FIFA U-20 월드컵에서 골든 글러브상을 수상받았으며, 2015년 CONCACAF 골드컵 코스타리카 대표팀 최종 엔트리에 발탁된 바 있다.

## 수상

### 클럽
AZ
- KNVB컵 (1): 2012–13

### 개인
- 2009년 FIFA U-20 월드컵: 골든 글러브상